# Гумбольдт (округ, Калифорния)
Гу́мбольдт (англ. Humboldt) — округ штата Калифорния, США, расположенный в 320 километрах к северу от Сан-Франциско. По данным 2008 года, население округа составляет 129 000 человек. Бо́льшая часть населения сосредоточена в городе Юрика, являющимся окружным центром Гумбольдта и колледж-тауне Аркейта, расположенном во втором по величине в штате заливе Гумбольдт. Территории городов округа известны сотнями примеров викторианской архитектуры.
Округ расположен в северной части штата. Более 6100 км² территории Гумбольдта занимают леса и лесопроизводственные предприятия. В округе производится около 20 % всей лесной продукции Калифорнии. Из достопримечательностей можно выделить парк штата Гумбольдт-Редвудс.

## География
Общая площадь округа равняется 10 494,6 км², из которых 9251,4 км² (88,16%) составляет суша и 1243,2 км² (11,84%) — вода. Округ расположен в северной части штата. Более 6100 км² территории округа Гумбольдт занимают леса. На территории округа расположен мыс Мендосино, самая западная точка Калифорнии.

### Соседние округа
На севере Гленн граничит с округом Дел-Норт, на северо-востоке с округом Сискию, на востоке с округом Тринити, на юге с Мендосино, на западе с Тихим океаном.

### Города
В округе расположено семь городов: Аркейта, Блу-Лейк, Рио-Делл, Тринидад, Ферндейл, Фортуна, Юрика.

## Климат
Согласно данным представленным Национальной метеорологической службой США, в этом регионе теплое (но не жаркое) и сухое лето, а среднемесячные температуры не превышают 25 °C. По системе классификации климатов Кёппена, в округе преимущественно тёплый летний средиземноморский климат, на климатических картах сокращённо обозначаемый аббревиатурой «Csb».

## Демография
По данным переписи 2000 года, население Гумбольдта составляет 126 518 человек, 51 238 домохозяйств. 

Возрастная пирамида округа

Плотность населения равняется 14 чел/км². В округе 55 912 единиц жилья со средней плотностью 6 ед/км². Расовый состав округа включает 84,71 % белых, 0,88 % чёрных или афроамериканцев, 5,72 % коренных американцев, 1,65 % азиатов, 0,19% выходцев с тихоокеанских островов, 2,45 % представителей других рас и 4,39 % представителей двух и более рас. 6,49 % из всех рас — латиноамериканцы.
Из 51 238 домохозяйств 28,5 % имеют детей в возрасте до 18 лет, 43,1 % являются супружескими парами, проживающими вместе, 11,8 % являются женщинами, проживающими без мужей, а 40,2 % не имеют семьи. 28,9 % всех домохозяйств состоят из отдельных лиц, в 9,2 % домохозяйств проживают одинокие люди в возрасте 65 лет и старше. Средний размер домохозяйства составил 2,39, а средний размер семьи — 2,95.
В округе проживает 23,2 % населения в возрасте до 18 лет, 12,4 % от 18 до 24 лет, 27,4 % от 25 до 44 лет, 24,5 % от 45 до 64 лет, и 12,5 % в возрасте 65 лет и старше. Средний возраст населения — 36 лет. На каждые 100 женщин приходится 97.7 мужчин. На каждые 100 женщин в возрасте 18 лет и старше приходится 95.6 мужчин.
Средний доход на домашнее хозяйство составил $31 226, а средний доход на семью — $39 370. Мужчины имеют средний доход в $32 210 против $23 942 у женщин. Доход на душу населения равен $17 203. Около 12,9 % семей и 19,5 % всего населения имеют доход ниже прожиточного уровня, в том числе 22,5 % из них моложе 18 лет и 7,2 % — от 65 лет и старше.

## Транспорт

### Автомагистрали
- US 101
- SR 36
- SR 96
- SR 169
- SR 200
- SR 211
- SR 254
- SR 255
- SR 271
- SR 283
- SR 299